# نوط حرب فلسطين 1948
نوط حرب فلسطين  من الأنواط العسكرية العراقية التي صدرت في فترة حكم عبد الكريم قاسم بعد ثورة 14 تموز 1958 رغم أن سبب إصداره يعود لمشاركة الجيش العراقي المتميزة في حرب فلسطين 1948، وأيضا بشكل أقل كثيرًا لدعم مصر أثناء العدوان الثلاثي عام 1956 أثناء فترة الحكم الملكي في العراق، ولقد منح لضباط الجيش العراقي المشاركين في هذه الحرب وممن أبدوا بطولة وشجاعة فيها وحسب قانون الأوسمة والأنواط لعام 2012 لم يلغى هذا النوط أسوة ببعض الانواط العراقية الأخرى ويورث لأبناء حامله أو احفادهم ويحق لهم حمله في المناسبات الوطنية على أن يكون الشخص الممنوح له النوط قد شارك فعلا في حرب 1948 في فلسطين.

## وصف النوط
النوط على شكل دائري مع نجمة وصورة للمسجد الأقصى وجندي عراقي رافعا بندقية مع حربة وهو يتقدم باتجاه المسجد وكلمه عائدون على وجه النوط كما يوجد أيضا نموذج مصغر للنوط.